# Stránske
Stránske este o comună slovacă, aflată în districtul Žilina din regiunea Žilina, pe malul râului Stránsky potok⁠(d). Localitatea se află la altitudinea de 431 m deasupra n.m., se întinde pe o suprafață de 18,75 km2 și în 2017 număra 841 de locuitori.

## Istoric
Localitatea Stránske este atestată documentar din 1368.

## Demografie
| An:                | 1994 | 2004   | 2014    | 2024    |
| ------------------ | ---- | ------ | ------- | ------- |
| Număr de persoane: | 697  | 686    | 788     | 950     |
| Diferență:         |      | −1,57% | +14,86% | +20,55% |

| An:                | 2023 | 2024   |
| ------------------ | ---- | ------ |
| Număr de persoane: | 946  | 950    |
| Diferență:         |      | +0,42% |